# باري ماسون (دراج)
باري ماسون (بالإنجليزية: Barry Mason)‏ هو دراج بريطاني، ولد في 5 يناير 1950، وتوفي في 2 يونيو 2011.